# Deuce (tennis)
Deuce (Frans: égalité; Duits: Einstand) is een term uit het tennis die een rol speelt bij de puntentelling. Als de stand 40 tegen 40 is, en dus gelijk, spreekt men van 'deuce'. Indien een van beide spelers hierop een punt maakt, staat zij of hij op voordeel (advantage). Dit betekent dat als de speler nogmaals een punt scoort, hij of zij de game wint. Als men echter niet scoort en de tegenstander wel het volgende punt maakt, dan is het wederom deuce en is het vorige punt tenietgedaan.
Hierdoor wordt het principe van twee achtereenvolgende punten maken om de game te winnen, herhaald.
De term is ontleend aan het Franse 'deux' (twee), en is een verkorting van 'quarante à deux' (forty all, 40 beiden).